# Shelbyville (Indiana)
Shelbyville è una città degli Stati Uniti d'America, capoluogo della Contea di Shelby, nello Stato dell'Indiana.
La popolazione era di 17.951 abitanti al censimento del 2000, passati a 18.414 secondo una stima del 2007.

## Storia
La storia della città è molto breve. Shelbyville è stata accolta il 21 gennaio 1850, con uno speciale atto di legislazione.
La città ha ricevuto lo statuto; e in quel momento è stata distrutta dall'incendio del City Hall il 1º gennaio 1928.

## Geografia fisica

### Territorio
Shelbyville è situata al bivio di Little Blue e Big Blue Rivers. Si trova a 26 miglia a sud est di Indianapolis.
Secondo l'Ufficio del Censimento degli Stati Uniti, la città ha un'area totale di 9,0 miglia quadrate (23,3 km²), di cui, 8,9 miglia (23,0 km²) sono di terra e 0,1 miglia quadrate (0,3 km²) di acqua.

### Clima
Precipitazioni annue: 40,14 pollici. Temperatura media: 54,14 gradi

## Cultura

### Istruzione
La scuola orientale di Shelby è costituita da due scuole sorelle, Morristown e Waldron. Entrambe queste scuole risiedono nelle città, ed entrambi sono costituiti da un elementare e un liceo. Essi condividono la costruzione di modelli simili e hanno circa lo stesso numero di studenti. La mascotte della Morristown è "The Yellow Jackets," e quella della Waldron è "Il Mohawks".
Le scuole centrali di Shelbyville costituiscono la Shelbyville High School, la Middle School Shelbyville, la Coulston Elementare e la Loper Hendricks Elementare. Nel mese di aprile 2006, la Shelbyville High School è stata illustrata in un articolo del Time Magazine dal titolo, "abbandono Nazione" ed è stato evidenziato in un episodio dell'Oprah Winfrey Show sullo stesso argomento il mese più tardi.
La Scuola Elementare San Giuseppe è una scuola privata, associata alla Chiesa cattolica di San Giuseppe presso Shelbyville.
Queste scuole si trovano nella parte sud-occidentale della contea, vicino a Marietta, Mount Auburn e Smithland.

## Società

### Evoluzione demografica
Nel censimento del 2000, la popolazione risulta essere di 17.951 individui, e 7307 famiglie residenti nella città. La densità di popolazione è stata 2023,0 persone per miglio quadrato (781.4/km²). La composizione etnica della città è di 95,28% Bianchi, 1,58% Afroamericani, 0,15% Nativi Americani, 1,16% asiatici, 0,02% delle Isole del Pacifico, e 0,90% di altre razze. Gli Ispanica e i Latino di qualsiasi razza sono l'1,91% della popolazione.
Ci sono state 7307 le famiglie, di cui 32,3% ha bambini al di sotto dei 18 anni di età che vivono con loro, 46,3% sono state le coppie sposate che vivono insieme, il 12,5% delle donne ha avuto un padrone di casa senza marito presente e 36,3% non sono stati famiglie. Il 30,3% di tutte le famiglie erano costituite da singoli individui e il 12,2% supera i 65 anni di età. La dimensione media delle famiglie è stato di 2,39 e la media delle dimensioni di 2,96.
Nella città la popolazione è stata diffusa con il 26,2% sotto l'età di 18 anni; 9,5% da 18 a 24; 31,6% da 25 a 44; 19,3% da 45 a 64; e 13,3% che sono stati di 65 anni di età o più anziani.
Il reddito medio per una famiglia in città è stato di $ 36824, e il reddito medio per una famiglia è stato di $ 46379. Gli uomini hanno un reddito medio di $ 34550 $ 24331 rispetto alle femmine.